# Yorckscher Marsch

Yorkscher Marsch

Marsz Nr 1 Ludwiga van Beethovena, znany również jako Yorckscher Marsch lub też Marsch der Yoick'schen Korps (WoO 18; Armeemarsch II, 103 (Armeemarsch II, 37) oraz Heeresmarsch II, 5), został skomponowany w 1808 roku jako „Marsz dla czeskiej obrony krajowej” („Marsch für die böhmische Landwehr”). 
Początkowo dedykowany arcyksięciu Antonowi, po 1813 Johannowi Davidowi Ludwigowi Yorckowi von Wartenburg, który w 1812 roku sygnował ze strony Prus konwencję z Taurogów. Dokument ten traktowany jest jako początek wojny wyzwoleńczej niemieckiego państwa spod panowania Napoleona. Jest grany jako wstęp do ceremonii Großer Zapfenstreich.
Yorckscher Marsch był marszem honorowym Armii Ludowej Niemieckiej Republiki Demokratycznej.